# Cherry Mobile
Cherry trước đây gọi là Cherry Mobile là một công ty điện tử và điện thoại di động Philippines thành lập bởi  Maynard Ngu năm 2008. Điều hành bởi Cosmic Technologies Incorporated, công ty nhập khẩu Điện thoại di động sản xuất bởi các nhà sản xuất thiết kế gốc ở Trung Quốc và tiếp thị chúng dưới thương hiệu Cherry Mobile. Về sau các thiết bị cầm tay của Cherry Mobile có thêm Wi-Fi, màn hình cảm ứng chạy hệ điều hành Android, Firefox OS và Windows Phone.

## Lịch sử
Ngoài việc là công ty điện thoại đầu tiên chính thức cung cấp các mẫu điện thoại có 2 và 3 SIM tại Philippines, họ cũng là công ty đầu tiên ra mắt các mẫu máy chạy Windows của nước này.
Năm 2015, Cherry Mobile, cùng với đối thủ là Công ty điện tử MyPhone, hợp tác với Google trong sáng kiến Android One, cả hai đều phát hành các thiết bị tương ứng của họ dựa trên thiết kế tham khảo của Google sử dụng SoC quad-core MT6582 của MediaTek.
Tháng 6/2015, công ty tuyên bố sẽ ra mắt hai mẫu thiết bị cài sẵn Windows 10 Mobile, được gọi làAlpha Prime 4 và Alpha Prime 5, dự kiến sẽ được tung ra vào nửa sau của năm 2015.Cả hai thiết bị này sẽ được trang bị với một SoC quad core Qualcomm Snapdragon 2101.1 GHz, hỗ trợ WCDMA 900/2100, FDD-LTE B1/B3/B5/B7, camera trước 2 megapixel. Alpha Prime 4 có màn hình 4-inch, camera chính 5 megapixel, ROM 4 GB, RAM 512 MB, trong khi Alpha Prime 5 sẽ có màn hình 5-inch, camera chính 8 megapixel, ROM 8 GB và 1 GB RAM.
Cùng năm, Cosmic Technologies một thương hiệu smartphone mới được gọi là Cubix, với sản phẩm đầu tiên là Cubix Cube. Thương hiệu Cubix là lời phản hồi của Cherry Mobile với sự tăng trưởng của điện thoại phân khúc giá tầm trung, thường bị chi phối bởi các mẫu điện thoại của Trung Quốc như Lenovo. Cubix Cube có 2 GB RAM, ROM 16GB  camera sau 13 megapixel và camera trước 8 megapixel. Thiết bị cũng đi kèm với ứng dụng Lazada thông qua Lazada Philippines.